# Фанё
Фанё (дат. Fanø) — остров в Северном море у юго-западного побережья полуострова Ютландия. Самый северный остров из Фризских островов (входит в группу Северо-Фризских островов). Принадлежит Дании, входит в состав муниципалитета Фанё (область Южная Дания). Площадь 55,78 км², население 3207 человек (2009).

## География
Остров длиной 16 км и шириной 5 км, расположен недалеко от берега около города Эсбьерг, с которым связан паромным сообщением.
На острове есть несколько природных зон, распространены пески. На западе острова расположены пляжи, на северо-западе находится песчаная отмель. Растительность: пустоши и небольшие сосны. Три четверти территории острова покрыты пляжами, дюнами, пустошами и болотами.

## История
В средние века был собственностью короля, в 1741 году выкуплен местными жителями. В XVIII—XIX веках на острове был большой рыболовный флот. В начале XX века стал популярным курортом ютландской знати. Сегодня две главные отрасли экономики: рыболовство и туризм.

## Муниципалитет Фанё
Муниципалитет входит в состав области Южная Дания и расположен полностью на острове Фанё. При проведении муниципальной реформы 2007 года муниципалитет Фанё не был объединён с другими муниципалитетами.
Главный город и место нахождения муниципального совета — город Норбю с населением 2543 человека (1 января 2006). Другие населённые пункты острова: Сённерхо (дат. Sønderho), Фанё Вестерхавсбад (дат. Fanø Vesterhavsbad) и Риннбю (дат. Rindby).
История муниципалитета связана с морскими путешествиями, сегодня туризм — главная отрасль экономики острова.

## Туризм
Экономика Фанё значительно зависит от туризма. Число людей, которые прибывают на остров каждое лето около 30 тыс. человек. Основной объект туризма — природа острова.
Главные природные достопримечательности: песчаные пляжи, пути миграции птиц. На острове расположены два морских города, с уникальной местной архитектурой — крытые соломой дома, ориентированные вдоль направления запад-восток.